# Nécropole de Potkuk
La nécropole de Potkuk se trouve en Bosnie-Herzégovine, sur le territoire du village de Bitunja et dans la municipalité de Berkovići. Elle abrite 243 stećci, un type particulier de tombes médiévales. Elle est inscrite sur la liste des monuments nationaux de Bosnie-Herzégovine et fait partie des 22 sites avec des stećci proposés par le pays pour une inscription au patrimoine mondial de l'UNESCO.